# 紐西蘭潛鴨
紐西蘭潛鴨（學名：Aythya novaeseelandiae）是紐西蘭的一種潛水鴨，為紐西蘭的特有種。

## 外形
紐西蘭潛鴨體長40—46（16—18英寸），大致呈深棕色至灰色，雄鴨頭部稍帶深綠色，眼睛為明顯的黃色，喙為藍灰色，雌鴨外形與雄鴨相仿但體色稍淺，眼睛為棕色，喙為灰色。飛行時雌雄鴨的翼上均可見白色條紋。一般认为紐西蘭潛鴨與环颈潜鸭和鳳頭潛鴨親緣關係最接近。

## 分布
紐西蘭潛鴨在紐西蘭南島與北島均有分布，但不見於斯圖爾特島。通常棲息於較深的淡水湖與池塘中，在淺水湖、流動緩慢的河流與鹹水中也越來越常見。與其他潜鸭属的物種不同，紐西蘭潛鴨一般不會遷徙，但冬季海拔較高的湖泊結冰時它們會移動至低海拔較開闊的水域。

## 生態

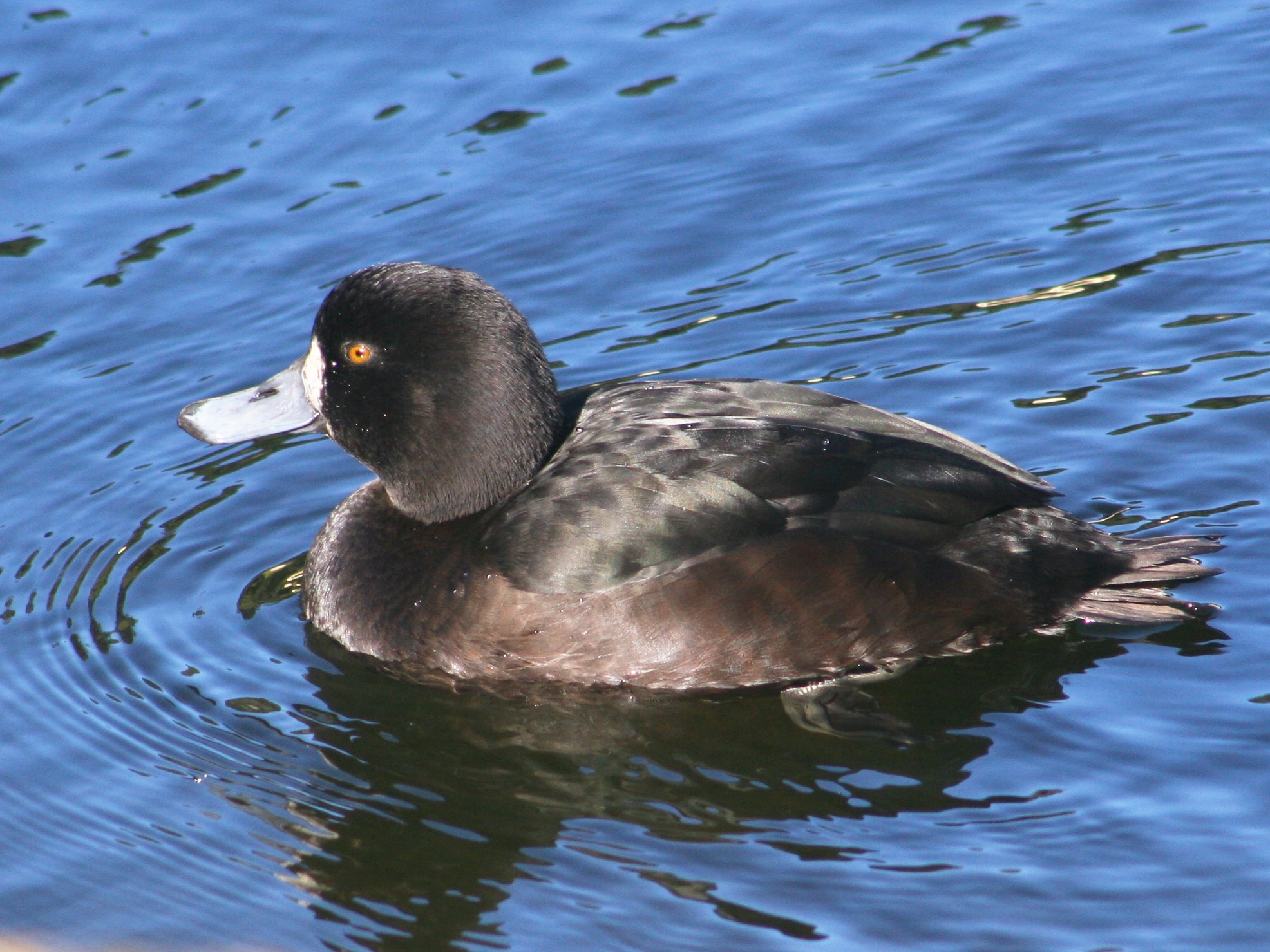
雌性紐西蘭潛鴨

紐西蘭潛鴨覓食時可潛入水中20—30秒，潛至約3（9.8英尺）深處，其食物包括小型魚類、蝸牛以及搖蚊和石蛾的幼蟲，可能也包括一些水生植物。另外紐西蘭潛鴨有時會與白冠雞一起出現，它們可能受惠於白冠雞捕食蝦子時將一些食物翻攪到水中。
這種鴨於十月至三月築巢，其巢多在近水處由雜草搭成，可產5—8顆奶油白色的蛋，只有雌鴨參與孵化與照護小鴨的工作，四週後孵出小鴨，小鴨一敷出馬上可以潛水覓食。有雌鴨將蛋產於其他雌鴨的巢穴的记录。